# بيل بلاك (مدرب رياضي)
بيل بلاك (بالإنجليزية: Bill Black)‏ هو مدرب رياضي أمريكي، ولد في 25 سبتمبر 1920 في بادوكا في الولايات المتحدة، وتوفي في 1 مايو 2002.